# Clubiona mimula
Clubiona mimula là một loài nhện trong họ Clubionidae.
Loài này thuộc chi Clubiona. Clubiona mimula được Ralph Vary Chamberlin miêu tả năm 1928.